# Колібрі-шаблекрил рудий
Колі́брі-шаблекри́л рудий (Pampa rufa) — вид серпокрильцеподібних птахів родини колібрієвих (Trochilidae). Мешкає в Мексиці, Гватемалі і Сальвадорі.

## Опис

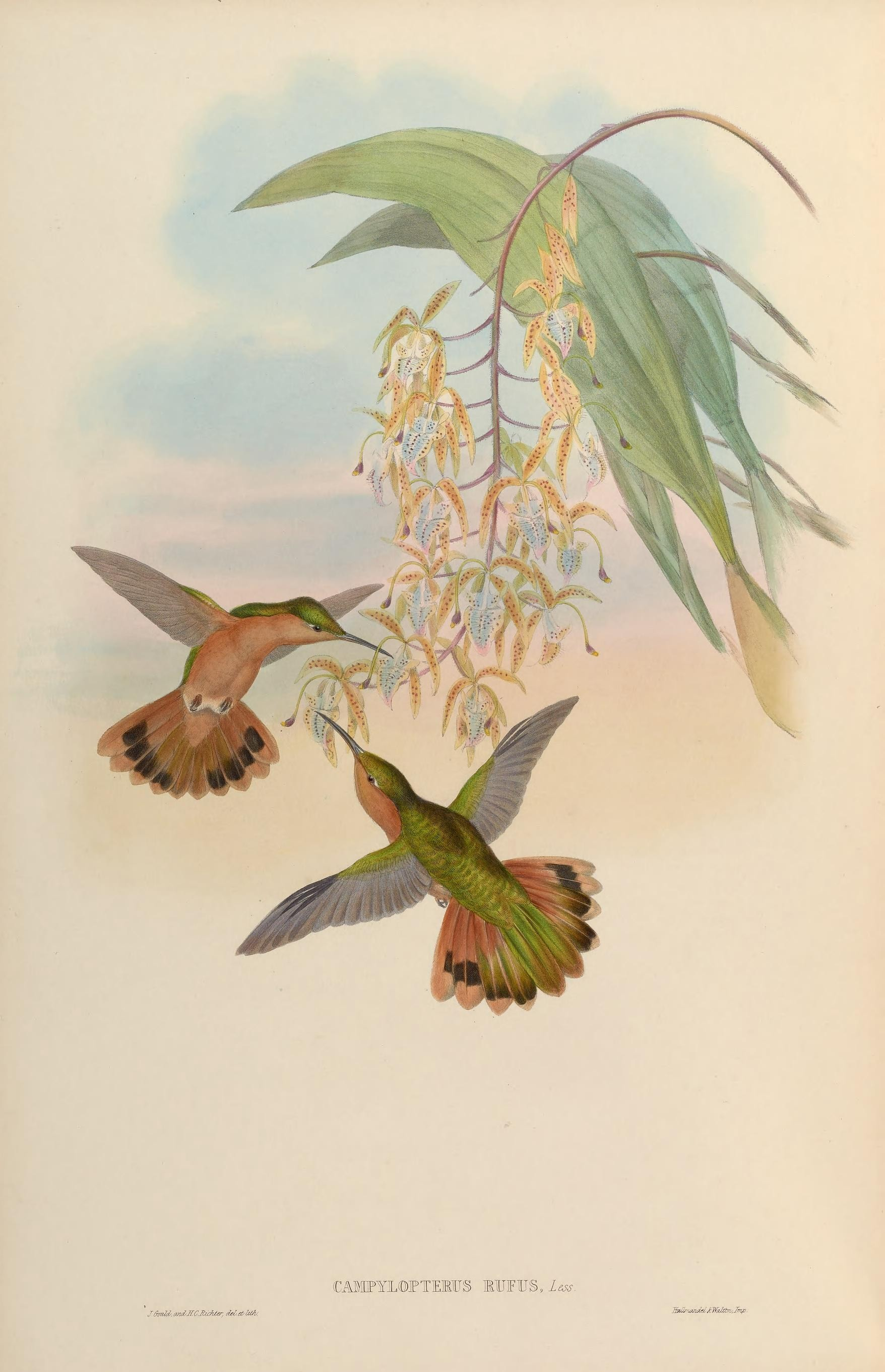
Руді колібрі-шаблекрили

Довжина птаха становить 12-14 см, самиці важать 6-7 г, самці 9 г. Верхня частина тіла бронзово-зелена, блискуча, за очима білі плями. Нижня частина тіла світло-рудувато-коричнева. Хвіст дещо округлий, центральні стернові пера золотисто-бронзові, решта світло-рудувато-коричневі з чорною смугою на кінці, крайні стернові пера мають світлі края. Дзьоб чорний, вигнутий. Самиці є дещо меншими за самців, у молодих птахів пера на голові мають рудуваті края.

## Поширення і екологія
Руді колібрі-шаблекрили мешкають в горах Сьєрра-Мадре-де-Чіапас в мексиканському штаті Чіапас і на крайньому сході штату Оахака, а також в горах південної Гватемали і Сальвадору. Вони живуть у вологих гірських тропічних лісах та на узліссях, в заростях в каньойнах, в соснових і дубових гірських лісах. Зустрічаються на висоті від 900 до 2000 м над рівнем моря, переважно на висоті понад 1300 м над рівнем моря. Живляться нектаром квітів, зокрема з родів Plantago, Erythrina, Salvia і Castilleja, яких шукають в підліску та на галявинах, а також комахами, яких ловлять в польоті. Самці захищають свої кормові території. Сезон розмноження в штаті Оахака триває з квітня по травень. Самці токують, приваблюючи самиць співом. Гніздо чашоподібне, встелюється мохом і омелою, зовні прикрашається лишайниками, прикріплюється до горизонтально розташованої гілки, на висоті 1-2 м над землею. В кладці 2 яйця, інкубаційний період триває 15-16 днів, пташенята покидають гніздо через 23-26 днів після вилуплення.